# Sint-Gilliskapel (Mortier)

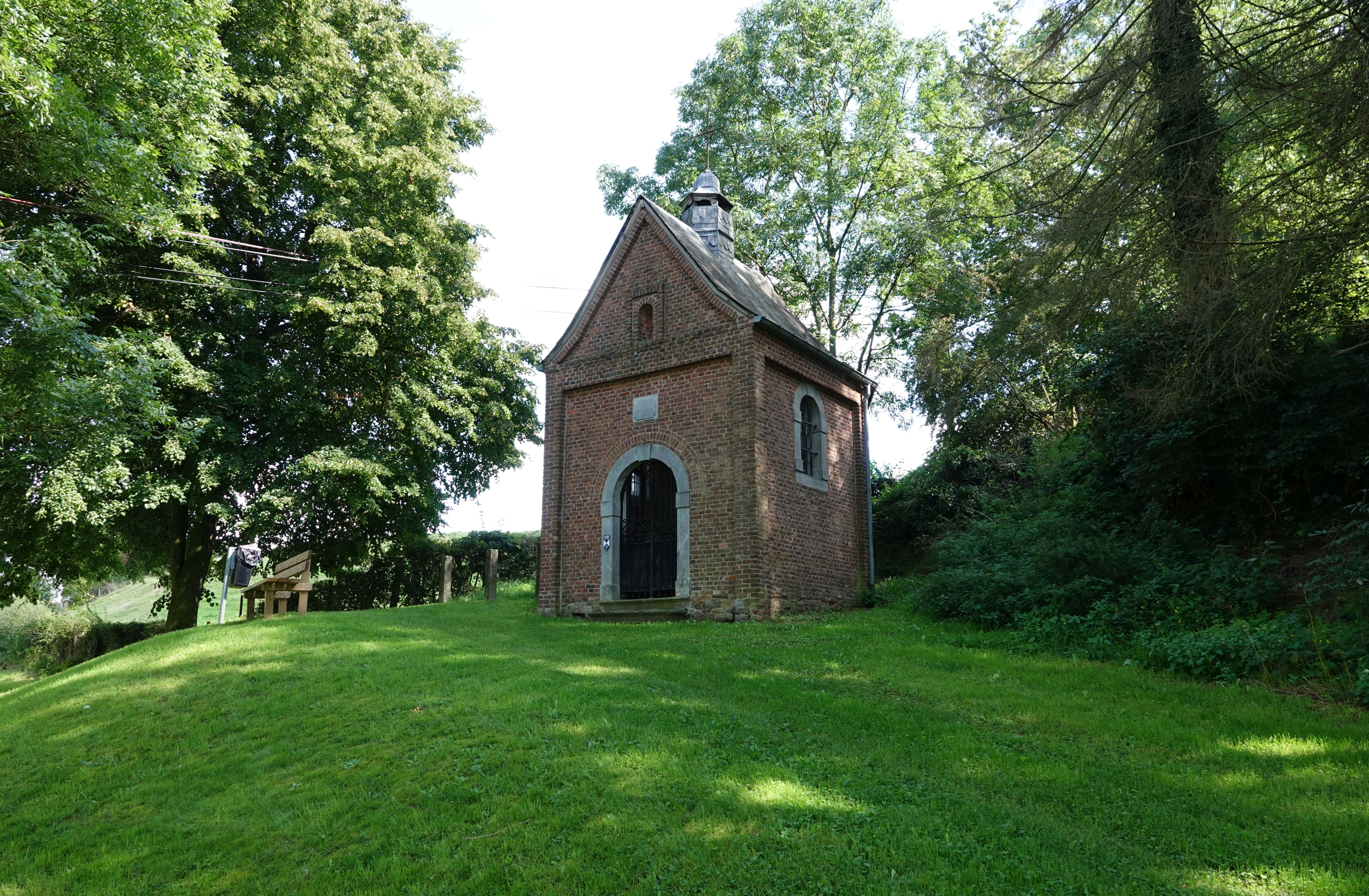
Sint-Gilliskapel

De Sint-Gilliskapel (Chapelle Saint-Gilles) is een kapel in de tot de Belgische gemeente Blegny behorende deelgemeente Mortier, en wel gelegen in de buurtschap Richelette.
Deze kapel werd gebouwd in 1733. Dit was naar aanleiding van de ontmanteling van de Bande noire, een bende die de streek vijftien jaar lang in zijn greep had en waarvan de twee aanvoerders in Richelette bleken te wonen. Deze werden in 1732 opgepakt en geradbraakt.
De kapel heeft een driezijdig gesloten koor en een dakruiter. Boven het ingangsportaal bevindt zich de spreuk: Loué soit Jésus-Christ en het jaartal van de bouw. Het plafond werd gestuukt en polychroom geschilderd.
Het hoofdaltaar is van 1893 en werd vervaardigd door Louis Cuypers. Er zijn beelden van Sint-Goedele (Sainte-Gotte), Sint-Gillis, Maria met Kind, en een Engelbewaarder, alle van omstreeks 1750.